# Marina Garcés

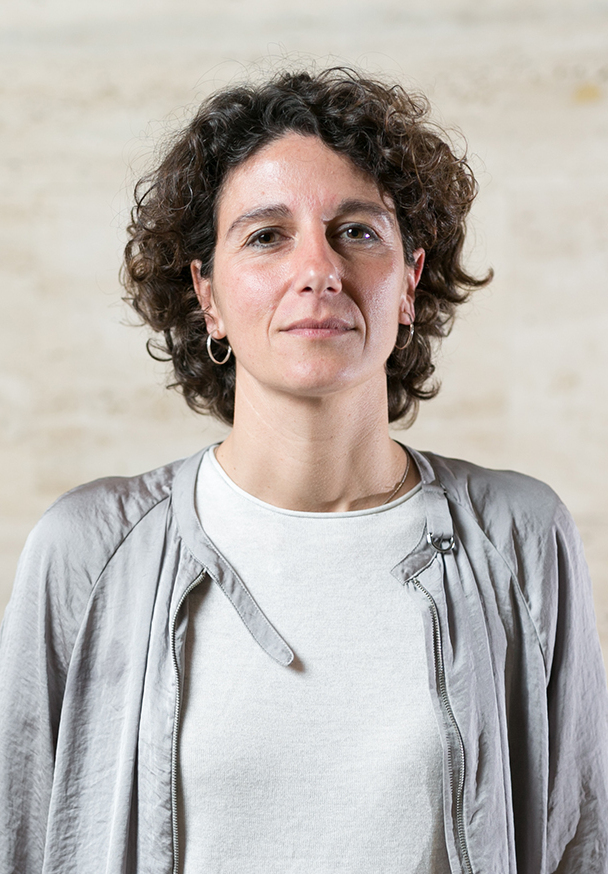
Marina Garcés (2018)

Marina Garcés Mascareñas (* 30. Mai 1973 in Barcelona) ist eine spanische Philosophin und Professorin für Gegenwartsphilosophie.

## Beruflicher Werdegang
Marina Garcés studierte Philosophie an der Universität Barcelona und wurde dort 2001 mit der Dissertation Las prisiones de lo posible promoviert. Sie ist Professorin für Gegenwartsphilosophie an der Universität Saragossa.
Ihre Bücher erscheinen in der Spanischen und katalanischen Sprache. Marina Garcés ist Mitbegründerin des Espai en Blanc, eines Zentrums für kritisches Denken.

## Veröffentlichungen (Auswahl)
- En las prisiones de lo posible. Bellaterra, Barcelona 2002.
- Die Kritik verkörpern. Einige Thesen. Einige Beispiele. Aus dem Spanischen übersetzt von Birgit Mennel. European Institute for Progressive Cultural Policies, Wien / Linz 2006.[3]
- Was vermögen wir? Vom Bewusstsein zur Verkörperung im gegenwärtigen kritischen Denken. Aus dem Spanischen übersetzt von Birgit Mennel und Tom Waibel. European Institute for Progressive Cultural Policies, Wien / Linz 2008.[4]
- Un mundo común. Bellaterra, Barcelona 2013.
- Filosofía inacabada. Editorial Galaxia Gutenberg, Barcelona 2015, ISBN 978-84-16734-60-3.[5]
- Nova il lustració radicale. Editorial Anagrama, Barcelona 2017, ISBN 978-84-339-1615-0.
  - Hörbuch: Nova il lustració radicale. Editorial Anagrama, Barcelona 2021, ISBN 978-84-339-0448-5.
  - Deutsche Ausgabe: Neue radikale Aufklärung. Übersetzung aus dem Katalanischen von Charlotte Frei. Turia + Kant, Wien 2019, ISBN 978-3-85132-938-4.[6]
- Escola d’aprenents.
  - Deutsche Ausgabe: Mit den Augen der Lernenden. Turia + Kant, Wien 2022, ISBN 978-3-9851402-4-4.
- El tiempo de la promesa. Editorial Anagrama, Barcelona 2023.
  - Deutsche Ausgabe: Versprechen können. Eine radikale Praxis. Aus dem Spanischen übersetzt von Richard Steurer-Boulard. Turia + Kant, Wien 2024.